# Rhythm Crazy
| Recensione | Giudizio |
| ---------- | -------- |
| AllMusic   | [ 3 ]    |

Rhythm Crazy è un album discografico di Jimmy Cleveland, pubblicato dall'etichetta discografica EmArcy Records nell'agosto del 1965.

## Tracce
Lato A
1. Crazy Rhythm – 3:55 (Irving Caesar, Roger Wolfe Kahn, Joseph Meyer)
2. Old Reliable – 4:16 (Oscar Pettiford)
3. We Never Kissed – 3:46 (Melba Liston)
4. Tom-Kattin' – 3:33 (Lucky Thompson)

Lato B
1. Our Delight – 4:30 (Tadd Dameron)
2. Reminiscing – 3:02 (Gigi Gryce)
3. Tricotism – 7:59 (Oscar Pettiford)

## Musicisti
- Jimmy Cleveland - trombone
- Jerome Richardson - flauto (eccetto nel brano: Tricotism)
- Jerome Richardson - sassofono baritono (solo nel brano: Tricotism)
- Benny Golson - sassofono tenore
- Art Farmer - tromba
- Hank Jones - pianoforte
- Milt Hinton - contrabbasso
- Osie Johnson - batteria
- Gigi Gryce - arrangiamenti (brani: Crazy Rhythm e Reminiscing)
- Benny Golson - arrangiamenti (brani: Old Reliable, Tom-Kattin', Our Delight, Tricotism)
- Melba Liston - arrangiamenti (brano: We Never Kissed)